# Travis Harrison
Travis Harrison is een Amerikaans muzikant, geluidstechnicus en producer. Hij bespeelt drums en (bas)gitaar. Als geluidstechnicus heeft hij diverse albums gemixt van onder andere Built to Spill. Hij heeft als sessiemuzikant gespeeld voor ESP Ohio en Guided by Voices, bands rond de zanger Robert Pollard. Harrison is oprichter van de opnamestudio Serious Business Music en het onafhankelijke platenlabel Serious Business Records. Het laatste werk dat Harrison op het label uitbracht dateert van 2012.